# Alburnoides eichwaldii
Alburnoides eichwaldii är en fiskart som först beskrevs av De Filippi, 1863.  Alburnoides eichwaldii ingår i släktet Alburnoides och familjen karpfiskar. IUCN kategoriserar arten globalt som livskraftig. Inga underarter finns listade i Catalogue of Life.